# 宮城県農業高等学校
宮城県農業高等学校（みやぎけん のうぎょうこうとうがっこう）は、宮城県名取市高舘吉田字吉合にある県立農業高等学校である。
農業科、園芸科、生活科、食品化学科、農業機械科の5つの学科を設ける。尚、クラス割りは1〜3組が農業、園芸科。4組が生活科、5組が食品科学科、6組が農業機械科となっている。設立当初は現在の仙台市太白区長町(現在の仙台南高等学校辺り)にあって、宮城農学校といった。日本最古の農業高校でもある。
学寮として自啓寮があり、通年の入寮者のほか、生徒全員に短期の入寮を義務としている。通称として宮農（みやのう）と呼ばれている。

## 設置学科
- 全日制課程
  - 農業科
  - 園芸科
  - 生活科
  - 食品化学科
  - 農業機械科

## 沿革
- 1885年（明治18年）7月30日　全国で初となる農業学校の宮城農学校として設立。
- 1901年（明治34年）7月5日 - 県立宮城農学校に名称変更。
- 1904年（明治37年）6月1日 - 宮城県立宮城農学校に名称変更。
- 1919年（大正8年）11月1日 - 宮城農学校に名称変更。
- 1948年（昭和23年）4月1日　宮城県農業高等学校に改称。定時制の中心校、秋保分校、高砂分校、広瀬分校設立。
- 1958年（昭和33年）　岩切分校廃止。
- 1963年（昭和38年）　中心校廃止。
- 1964年（昭和39年）　広瀬分校廃止。
- 1970年（昭和45年）　高砂分校廃止。
- 1974年（昭和49年）　秋保分校が全日制普通科に転換。
- 1977年（昭和52年）3月1日　名取市に移転。
- 1995年（平成7年）　秋保分校が秋保校に改称。
- 2009年（平成21年）　秋保校閉校。
- 2011年（平成23年）　東日本大震災により校舎、敷地が津波により甚大な被害に遭う。
  - 以降、仮校舎が完成するまで、柴田農林高校、亘理高校、加美農業高校にそれぞれ間借りする形となった。
- 2011年（平成23年）9月1日 仮設校舎での授業開始。(現在地と同地区にある、宮城県農業・園芸総合研究所、宮城県農業大学校の敷地内に仮設校舎を建設。)田畑は、農業・園芸総合研究所で使用してた場所をそのまま利用。生存してた家畜(牛・豚)は、間借りしてた学校の畜舎にて世話をしていた。
- 2018年（平成30年）3月 - 現在地に移転[1]。

## 部活動
- 運動部
  - 野球、バレーボール、バスケットボール、ソフトテニス、卓球、バドミントン、サッカー、陸上競技、柔道、剣道、弓道、ボクシング、ウェイトリフティング、相撲
- 文化部
  - 吹奏楽、合唱、美術、演劇、茶道、書道、写真、科学、放送、和太鼓、測量愛好会、軽音楽愛好会、美化クラブ(2.3年生)

## 著名な卒業生
- 佐藤亀八郎 - 貴族院議員、旧制宮城農学校卒
- 今野東 - 元参議院議員
- 相澤国之 - プロボクサー
- 小野淳一 - プロボクサー
- 小野寺克男 - 元プロ野球選手（東映フライヤーズ）
- 跡部昌洋 - 元大衡村長
- 菅田順和 - 競輪選手
- 青葉山弘年- 大相撲力士
- 小石川正弘 - 天文家
- 奥野愛央衣 （通称フェフ姉） - キックボクサー
- 岩持静麻 - 岩手県議会議員、全国農業協同組合中央会会長、旧制宮城農学校卒

## アクセス
- JR東日本東北本線名取駅から徒歩で30分
- JR東日本東北本線名取駅西口からなとりん号で農業高校前下車
- JR東日本東北本線南仙台駅西口からなとりん号で農業高校前下車